# União Nacional Lituana
A União Nacional Lituana (em lituano:  Lietuvių tautininkų sąjunga ou tautininkai) é um partido político nacionalista de direita da Lituânia, fundado em 1924 quando o Partido do Progresso Nacional se uniu a Associação dos Fazendeiros Lituanos. Foi o partido dominante da Lituânia do golpe de estado lituano de 1926 em dezembro de 1926 à ocupação soviética em junho de 1940. O partido foi restabelecido quando a Lituânia declarou independência em 1990.